# Zastava Tokelaua
Zastavu Tokelaua odobrio je Parlament Tokelaua u svibnju 2008. Do tada se koristila zastava Novog Zelanda. Zastava nije službeno prihvaćena jer na referendumu za neovisnost Tokelaua 2007. nije dobivena potrebna većina glasova. 
Na zastavi se nalazi stilizirani polinezijski kanu, te četiri zvijezde. Zvijezde predstavljaju tri glavna otoka, te Otok Swain, koji je pod upravom SAD-a, ali i Tokelau polaže pravo na njega. 